# Peculato
Con il termine "peculato", nel diritto penale italiano, si intendono una serie di fattispecie delittuose previste nel codice penale agli artt. 314, 314-bis e 316, concernenti tutte le azioni di un pubblico ufficiale o di un incaricato di pubblico servizio che si appropriano o distraggono denaro o altra utilità di cui hanno la disposizione.

## Etimologia
Il reato di peculato, già presente nell'ordinamento giuridico romano, trae origine dalla parola latina pecus, gregge. In epoca arcaica, prima che questo termine acquisisse il significato di appropriazione indebita di denaro pubblico, l'accusa de peculato era infatti riservata al furto di bestiame pubblico.

## Nel diritto penale italiano

### Peculato (art. 314)
L'originaria fattispecie prevista dall'articolo 314 del Codice penale del 1930 sanzionava con la reclusione da tre a dieci anni e con la multa non inferiore a lire mille "Il pubblico ufficiale o l'incaricato di un pubblico servizio, che, avendo per ragione del suo ufficio o servizio il possesso di denaro o di altra cosa mobile, appartenente alla pubblica Amministrazione, se l'appropria, ovvero lo distrae a profitto proprio o di altri". La condanna comportava l'interdizione perpetua dai pubblici uffici o, nel caso eventuali circostanze attenuanti comportassero una pena della reclusione inferiore ai tre anni, l'interdizione temporanea.
La legge 26 april 1990, n. 86, aveva modificato la fattispecie di reato, prevedendo che ad essere punito fosse "Il pubblico ufficiale o l'incaricato di un pubblico servizio, che, avendo per ragione del suo ufficio o servizio il possesso o comunque la disponibilità di denaro o di altra cosa mobile altrui, se ne appropria". Veniva quindi incluso nella fattispecie di reato la "malversazione a danno di privati", che sussisteva qualora il pubblico ufficiale si appropriasse di denaro o altra cosa mobile di proprietà di un privato di cui avesse la disponibilità; la relativa fattispecie di reato (art. 315) venne quindi abrogata, essendo divenuta superflua. Veniva invece escluso dalla fattispecie di reato il cosiddetto "peculato per distrazione", che sussisteva quando il pubblico ufficiale, invece di appropriarsi del denaro o di altra cosa mobile altrui, la distraeva a profitto proprio o di altri. Tale fattispecie rientrava nel riformulato abuso d'ufficio (art. 323), fino a che non è stata reintrodotta come fattispecie autonoma dal decreto-legge 4 luglio 2024, n. 92.
La riforma del 1990 ha inoltre introdotto una nuova forma di peculato, comunemente nota come "peculato d'uso", che si configura quando il pubblico ufficiale o l'incaricato di pubblico servizio si appropria della cosa al solo scopo di farne uso momentaneo e, dopo tale uso, la restituisce immediatamente. Il secondo comma del nuovo art. 314 sanziona tale ipotesi con la reclusione da sei mesi a tre anni.
La legge 6 novembre 2012, n. 190, e la legge 27 maggio 2015, n. 69 hanno ritoccato la pena prevista dall'art. 314, che ora va da quattro anni a dieci anni e sei mesi di reclusione.

### Peculato per distrazione (art. 314-bis)
Il decreto-legge 4 luglio 2024, n. 92, ha introdotto il nuovo reato di "indebita destinazione di denaro o cose mobili" (art. 314-bis) nel codice penale. Esso sanziona con la reclusione da sei mesi a tre anni "il pubblico ufficiale o l'incaricato di un pubblico servizio, che, avendo per ragione del suo ufficio o servizio il possesso o comunque la disponibilità di denaro o di altra cosa mobile altrui, li destina ad un uso diverso da quello previsto da specifiche disposizioni di legge o da atti aventi forza di legge dai quali non residuano margini di discrezionalità e intenzionalmente procura a sé o ad altri un ingiusto vantaggio patrimoniale o ad altri un danno ingiusto". La nuova fattispecie, che corrisponde al già menzionato "peculato per distrazione", secondo molti commentatori, si era resa necessaria dopo l'abrogazione del reato di abuso d'ufficio (art. 323), in cui era confluito il peculato per distrazione in seguito alla riforma del 1990.

### Peculato mediante profitto dell'errore altrui (art. 316)
L'art. 316 del Codice Penale introduce un'ulteriore fattispecie delittuosa che il pubblico ufficiale o l'incaricato di pubblico servizio integra quando, nell'esercizio delle sue funzioni, giovandosi dell'errore altrui, riceve o ritiene indebitamente, per sé o per un terzo, denaro od altra utilità. La pena per il peculato mediante profitto dell'errore altrui è la reclusione da 6 mesi a 3 anni. Quando il fatto offende gli interessi finanziari dell'Unione europea e il danno o il profitto sono superiori a euro 100.000., la reclusione va da 6 mesi a quattro anni.
È necessario che l'errore del soggetto passivo sia spontaneo e non causalmente riconducibile ad artifizi o raggiri del pubblico ufficiale o dell'incaricato di pubblico servizio: in tal caso si configurerà il delitto di truffa aggravata o di peculato ex art. 314,. Inoltre l'errore del soggetto passivo deve vertere sull'an o sul quantum debeatur e non sulle competenze del pubblico ufficiale.

## Elementi

### Bene giuridico tutelato
Oggetto specifico della tutela penale è non solo la tutela del regolare funzionamento e del prestigio degli Enti pubblici, ma anche quello di impedire danni patrimoniali alla pubblica amministrazione.

### Condotta
Il delitto di peculato si configura con l'indebita appropriazione di denaro o altra cosa mobile che si trova, al momento della consumazione del reato (ovvero al momento del tentativo di consumazione), nel possesso o comunque nella disponibilità del soggetto attivo, in ragione del suo ufficio o del suo servizio.
Anche l'indebita alienazione, distruzione, semplice detenzione, utilizzo di denaro o di altra cosa mobile integra questa fattispecie delittuosa.

### Soggetto
Trattandosi di un reato proprio, soggetto attivo del delitto di peculato può essere solo un pubblico ufficiale oppure un incaricato di pubblico servizio. Sono escluse, pertanto, forme di responsabilità per quanti esercitino un servizio di pubblica necessità.

### Elemento soggettivo
Per l'integrazione del delitto è sufficiente il dolo generico, mentre è necessario il dolo specifico per la configurabilità del peculato d'uso.

## Giurisprudenza
Non esclude il reato di peculato la circostanza che il pubblico ufficiale abbia trattenuto somme di denaro pubblico in compensazione di crediti vantati nei confronti dell'amministrazione di appartenenza (Cass. 20940/2011).
"Il peculato d'uso costituisce un reato autonomo, non attenuante del peculato" (Corte di cassazione, sentenza del 29 aprile 1992).
La Corte di cassazione ha ribadito la natura plurioffensiva del reato di peculato ritenendo oggetto di tutela il patrimonio della pubblica amministrazione e la legalità, il buon andamento e l'imparzialità della stessa (sentenza n. 8009 del 24 agosto 1993).
L'espressione "uso momentaneo" non va intesa come sinonimo di uso istantaneo, bensì temporaneo, cioè protratto per un tempo limitato, così da comportare una sottrazione della cosa alla sua destinazione istituzionale, tale da compromettere seriamente la funzionalità della pubblica amministrazione (Corte di cassazione, sentenza n. 4651 del 16 aprile 1997).
Nel peculato mediante profitto dell'errore altrui, se l'errore del soggetto passivo anziché ricadere sull'an o sul quantum debeatur cade sulla competenza del pubblico ufficiale, la condotta sarà qualificata come peculato ex art. 314, 1° comma c.p. (Cass., sez.VI, 13 maggio 1992 - 13 ottobre 1992, n. 9732).
Per differenziare fra truffa e peculato quando il pubblico ufficiale abbia agito con artifizi o raggiri è necessario guardare alla formazione del possesso del bene, presupposto del delitto di peculato: infatti se il possesso è stato procurato con artifizi e raggiri si avrà truffa aggravata dalla qualità del pubblico ufficiale o di incaricato di pubblico servizio del soggetto attivo, mentre si avrà peculato se tali comportamenti truffaldini siano stati posti in essere con l'obiettivo di occultare il delitto senza che questi interferissero sul possesso, che invece trova causa nella ragione dell'ufficio o del servizio (Cass., VI, 4 giugno 1997 - 8 giugno 1998, n. 6753).

### Testi normativi
- Codice penale
- Legge 86/1990